# 보츠와나 프리미어리그
보츠와나 프리미어리그(영어: Botswana Premier League)는 보츠와나의 최상위 축구 리그이다. 1966년에 설립되었다.

## 규칙
16개 팀이 2개의 라운드에 걸쳐 팀당 30경기를 치른다. 15위 팀과 16위 팀은 다음 시즌에 디비전 1으로 강등되고 그 자리는 디비전 1의 북부 리그 우승팀과 남부 리그 우승팀으로 채워진다. 14위 팀은 디비전 1의 북부 리그 준우승팀과 남부 리그 준우승팀과 함께 승강 결정 리그를 치러서 강등 여부를 결정한다.
정규 리그에서 우승하면 바로 해당 시즌의 우승팀이 된다. 우승팀은 CAF 챔피언스리그에 참가하게 된다.

## 참가 팀 (2011-12)
| 팀                        | 소재지       | 지난 시즌 성적         |
| ------------------------- | ------------ | ---------------------- |
| 가보로네 유나이티드       | 가보로네     | 4위                    |
| 그레이트 노스 타이거즈    | 프랜시스타운 | 디비전 1 준우승 (북부) |
| 노트와네 FC               | 가보로네     | 11위                   |
| 니코 유나이티드           | 셀레비피퀘   | 6위                    |
| 모고디차네 파이터스       | 모고디차네   | 디비전 1 우승 (남부)   |
| 모추디 센터 치프스        | 모추디       | 준우승                 |
| 미셀레니어스              | 세로웨       | 13위                   |
| 보츠와나 디펜스 포스 XI   | 가보로네     | 5위                    |
| 보츠와나 미트 커미션 FC   | 로바체       | 8위                    |
| FC 사트모스               | 셀레비피퀘   | 디비전 1 우승 (북부)   |
| 에코 시티 그린            | 프랜시스타운 | 3위                    |
| 유니앙 플라멩구 산투스 FC | 가바네       | 7위                    |
| 익스텐션 거너스           | 로바체       | 12위                   |
| 타운십 롤러즈 FC          | 가보로네     | 우승                   |
| TAFIC                     | 프랜시스타운 | 10위                   |
| 폴리스 XI                 | 오체         | 9위                    |

## 역대 우승 기록
| - 1966: 알려지지 않음 - 1967: 가보로네 유나이티드 - 1968: 알려지지 않음 - 1969: 가보로네 유나이티드 - 1970: 가보로네 유나이티드 - 1971: 알려지지 않음 - 1972: 알려지지 않음 - 1973: 알려지지 않음 - 1974: 알려지지 않음 - 1975: 알려지지 않음 - 1976: 알려지지 않음 - 1977: 알려지지 않음 - 1978: 노트와네 PG - 1979: 타운십 롤러즈 FC - 1980: 타운십 롤러즈 FC - 1981: 보츠와나 디펜스 포스 XI | - 1982: 타운십 롤러즈 FC - 1983: 타운십 롤러즈 FC - 1984: 타운십 롤러즈 FC - 1985: 타운십 롤러즈 FC - 1986: 가보로네 유나이티드 - 1987: 타운십 롤러즈 FC - 1988: 보츠와나 디펜스 포스 XI - 1989: 보츠와나 디펜스 포스 XI - 1990: 가보로네 유나이티드 - 1991: 보츠와나 디펜스 포스 XI - 1992: LCS 익스텐션 거너스 - 1993: LCS 익스텐션 거너스 - 1994: LCS 익스텐션 거너스 - 1995: 타운십 롤러즈 FC - 1996: 노트와네 PG - 1997: 보츠와나 디펜스 포스 XI | - 1998: 노트와네 PG - 1999: 모고디차네 파이터스 - 1999-2000: 모고디차네 파이터스 - 2000-01: 모고디차네 파이터스 - 2001-02: 보츠와나 디펜스 포스 XI - 2003: 모고디차네 파이터스 - 2003-04: 보츠와나 디펜스 포스 XI - 2004-05: 타운십 롤러즈 FC - 2005-06: 폴리스 XI - 2006-07: 에코 시티 그린즈 - 2007-08: 모추디 센터 치프스 - 2008-09: 가보로네 유나이티드 - 2009-10: 타운십 롤러즈 FC - 2010-11: 타운십 롤러즈 FC - 2011-12: 모추디 센터 치프스 |